# Гайский, Николай Акимович
Николай Акимович Га́йский (1884 — 1947) — микробиолог, доктор медицинских наук, профессор ИГМИ, создатель туляремийной вакцины, лауреат Сталинской премии.

## Биография
Родился 18 ноября 1884 года[по какому календарю?] в Самарской губернии.
Окончил медицинский факультет Новороссийского университета. Работал в микробиологических лабораториях. Доктор медицинских наук, профессор.
В 1930 году работал заведующим противочумной лабораторией в станице Сломихинская Уральского округа Казахской ССР. Арестован ОГПУ 20 декабря 1930 года. 30 апреля 1931 года Коллегией ОГПУ
приговорён к 5 годам лишения свободы по обвинению во вредительстве и участии в контрреволюционной организации. Реабилитирован по этому делу в 23 мая 1960 года.
По воспоминаниям заместителя директора Бактериологического института РККА Е. И. Демиховского Н. А. Гайский вместе с другими видными микробиологами был отправлен в Суздаль, где на территории монастыря работал в бактериологической лаборатории этого института, занимавшейся в том числе разработкой бактериологического оружия. При этом, по словам Демиховского, учёные были расконвоированы и могли выходить в город, где жили их семьи.
С 1939 года работал зам. по науке Иркутского противочумного института. Разработал противотуляремийную вакцину, получившую его имя (вакцина Гайского-Эльберта). Автор более 40 научных работ, в том числе монографий по эпизоотологии, эпидемиологии и иммунологии чумы и туляремии, а также токсоплазмозу.
Умер скоропостижно, 6 ноября 1947 года, за рабочим столом. Похоронен во дворе Иркутского противочумного института.

## Признание
- Сталинская премия второй степени (1946) — за разработку метода вакцинных прививок, предохраняющих от заболеваний туляремией
- орден «Знак Почёта»